# ستيفان بيترهانسل
ستيفان بيترهانسل (بالفرنسية: Stéphane Peterhansel)‏ (من مواليد 6 أغسطس 1965 في Échenoz-la-Méline بسون العليا) هو سائق رالي من فرنسا. وهو يحمل الرقم القياسي لعدد الانتصارات في رالي داكار، حيث حقق 14 انتصارًا. في موسم 2018 كان أحد السائقين الرسميين لفريق بيجو توتال.